# Клуер
Клуер (фр. Clouère) је река у Француској. Дуга је 76 km. Улива се у Клен. 